# Besós
El Besós (en catalán, Besòs) es un río del nordeste de la península ibérica que discurre por la provincia de Barcelona (España). Con 17,7 km de recorrido, nace en Montmeló, en la comarca del Vallés Oriental, al unirse los ríos Mogent y Congost, y desemboca en la comarca del Barcelonés, en el término municipal de San Adrián de Besós.
Su cuenca fluvial cruza o pasa por las siguientes ciudades: Montmeló, Mollet del Vallés, Martorellas, San Fausto de Campcentellas, La Llagosta, Moncada y Reixach, Santa Coloma de Gramanet, San Adrián de Besós y Barcelona.
El caudal del Besós es típico del Mediterráneo, muy irregular a lo largo del año.

## Etimología
Entre los autores antiguos, el río aparece solamente en Pomponio Mela, quien le llama con el mismo nombre que el de la ciudad de Badalona, Baetulo. No vuelve a aparecer documentado hasta el siglo X, en el que aparece bajo la forma latinizante Bissaucio. Esto ha llevado a pensar que el nombre actual de Besós (ant. Bissaucio) comparte el comienzo de la raíz Be- con el topónimo de Baetulo (mod. Badalona, en ibérico Baitolo), y que Besòs y Badalona serían compuestos en ibérico con un primer elemento compartido bai- y un segundo elemento sauco, en el caso del Besòs, y tolo, en el caso de Badalona. En efecto, parece que el morfema bai es identificable en ibérico. En cualquier caso, el significado del topónimo permanece desconocido.

## Cuenca
La cuenca del Besós, con una superficie de 1.038 km², se encuentra enmarcada entre las cordilleras Prelitoral y Litoral, aunque la mayor parte de su superficie se desarrolla dentro de la depresión del Vallés. Los puntos culminantes de la divisoria de aguas son: el Pla de la Calma (1350 m) y el Tagamanent (1055 m), en el Montseny; la Mola (1100 m) y el Montcau (1035 m), en Sant Llorenç de Munt; el Tibidabo (512 m), en la sierra de Collserola, y el Corredor (634 m).
La mayor parte de los cursos de la cuenca del Besós nacen en la parte meridional de la cordillera Prelitoral y configuran una red de drenaje asimétrica, cuyo eje principal está formado por los cursos fluviales del río Congost y del Besós, al que se une por el margen izquierda el Mogent y por el margen derecho el Tenes, la riera de Caldes y el río Ripoll. La longitud acumulada de los ríos y rieras más importantes de la cuenca es de 530 km. La cuenca tiene un régimen hidrológico típicamente mediterráneo con unos caudales de estiaje muy bajos, del orden de 2 m³/s en la desembocadura, que llegan a multiplicarse más de 1000 veces con las tormentas de otoño.
La cuenca es deficitaria en recursos hídricos. Importa del sistema Ter-Llobregat las dos terceras partes del agua que consume. Se encuentran dos acuíferos importantes: la cubeta de la Llagosta y el delta del Besós, con una capacidad aproximada de 110 hm³. A pesar de ser una cuenca pequeña, presenta una gran diversidad de hábitats, con tres ambientes claramente diferenciados: la montaña, que rodea la cuenca con espacios de interés natural (Collserola, Sant Llorenç de Munt, los Riscos de Bertí, el Montseny y la sierra de la Marina); las llanuras del Vallés, con una importante y continuadamente creciente implantación urbana e industrial, y la desembocadura, que tiene un cariz totalmente urbano en el Área metropolitana de Barcelona.
La actividad agrícola, que fue predominante hasta la década de 1960, cuando ocupaba la mayor parte del suelo disponible, ha dejado paso a la industria, que poco a poco ocupó el suelo dedicado a la agricultura, especialmente el de regadío y en particular el situado cerca de los ríos. El tipo de industria en la cuenca es muy variado; están representados casi todos los sectores, en particular el químico, metalúrgico, plásticos, piel, textil, materiales de construcción, papel, alimentación, etc., con casi 10.000 establecimientos potencialmente contaminadores. Es lugar de paso de importantes vías de comunicación que se sitúan junto a los ríos, con las líneas de tren Barcelona-Puigcerdà y Barcelona-La Jonquera, la autovía C-17 y la autopista A-7. La cuenca del Besós es la más poblada de Cataluña, con más de dos millones de habitantes.
Las crecidas del río Besós son conocidas localmente como "riades".

### Afluentes
El río Besós tiene los siguientes afluentes:
- Río Mogent
  - Riera de Vallforners
  - Riera de Vilamajor
    - Riera de Vallserena
- Río Congost
  - Riera de Corró
- Río Tenes
  - Río Rossinyol
- Riera de Caldes
- Río Ripoll
  - Torrente de Colobrers
  - Río Tort
  - Río Sec
- Riera de San Cugat

## Historia
Aunque nunca ha sido navegable, ha sido una vía de comunicación entre la costa catalana y el interior. Sus aguas se utilizaron para el regadío de los cultivos de Barcelona. Por este motivo a partir del siglo X se construye la Acequia Condal, que nace en Moncada y Reixach y durante la Edad Media llegó hasta dentro de la ciudad de Barcelona. Su nombre parece proceder de la misma raíz que Baetulo, o Barkeno ciudad íbera presunto origen de Barcino (junto a Laie), de significado desconocido.
Como cruza una zona densamente industrializada y poblada, durante los años 1970 y 1980 se hizo famoso por ser el río más contaminado de Europa. Desde mediados de los años 1990 se ha limpiado y sus aguas han sido depuradas. Aprovechando la remodelación urbanística del Fórum Universal de las Culturas se inauguró el parque fluvial del Besós situado entre Barcelona, Santa Coloma de Gramanet y San Adrián de Besós.